# Histoire d'Elmina
L'histoire d'Elmina, ville de 20 000 habitants située sur la côte du Ghana, commence au XVe siècle avec la fondation du premier comptoir colonial européen fondé sur le golfe de Guinée par les Portugais. Conquise par les Provinces-Unies au XVIIe siècle, Elmina devient un grand centre de traite des esclaves. Elle est cédée au Royaume-Uni en 1872.

## Une incursion française (1380-1381)
En 1380-1381, des navigateurs dieppois, à la recherche d'épices et d'ivoire, fondent La Mine sur la Côte de l'Or (actuel Ghana) avant que la guerre de Cent Ans n'interrompe les expéditions normandes.

## L'implantation portugaise
En 1433, les Portugais s’emparent du Castel de La Mine, alors abandonné, pour le rebaptiser S. George del Mina qui deviendra plus simplement Elmina.
Le premier comptoir, dit « de la Mine » en raison de la grande quantité d'or qu'ils y trouvèrent à acheter, est officiellement fondé en 1471 par Jean de Santerem et Pedro Escobar de retour de Sao Tomé. Le fort Saint-Georges, São Jorge da Mina, est construit en 1482 par une décision du roi du Portugal, Jean II, prise l'année précédente. Une expédition est menée à cet effet par Diogo de Azambuja.
Le lieu devient la tête de pont du Portugal en Afrique de l'Ouest. Mais le fort São Jorge da Mina était davantage conçu pour contrer des attaques venant de la mer que pour celles venant de la terre.
Les Portugais n'avaient que trois ou quatre forts de taille modeste, principalement sur le littoral, mais celui bâti à l'intérieur des terres vers 1623, Fort Duma retenait l'attention. Avec d'autres Européens, ils convoitent en particulier « l'accès aux gisements d'or mêmes » d'une colline  « à quelques kilomètres à l'Ouest d'Elmina ». Un peu plus tard, ils tentent de remonter les rivières jusqu'à « la confluence de l'Ankobra et de la Duma, à une vingtaine de kilomètres au Nord du fort » Saint-Antoine d'Axim via un petit fort du pays d'Iguira.
Cette position sera abandonnée par les Portugais selon « une carte anonyme hollandaise de 1629 » à cause de la concurrence hollandaise et parce qu'ils trouvaient de l'argent au lieu d'or, d'après l'historien hollandais Albert van Dantzig.
Selon l'historien Jean-Michel Deveau, en 1623, les riverains de l’Ankobra attaquent une autre expédition portugaise remontant vers le nord pour ouvrir une mine à Aboasi, où le Fort Duma venait d'être érigé encore plus au nord d'Axim, toujours sur les rives de l'Ankobra pour y extraire de l'or. Pour atteindre le Fort Duma, il fallait remonter sur 35 km le fleuve Ankobra, la mine étant située encore plus au Nord . Les populations africaines du littoral contrôlaient fermement son acheminement jusqu'à la côte, malgré la distance et un accès favorisé par la rivière sur la moitié du trajet.
C'est en 1636 qu'un séisme va abîmer cette mine mais aussi le Fort Duma, amenant les Portugais à l'abandonner.

## La conquête hollandaise
Plus tard les Hollandais venus de la côte reprendront ce fort, appelé Brofonson par les Africains, en 1653. Ce projet des Portugais d'ouvrir une mine à Aboasi correspond à un gisement aurifère de grande importance, qui sera identifié comme tel dès la fin du XIXe siècle, puis au XXe siècle, par des orpailleurs et même dans les années 1950  comme ayant la plus forte teneur mondiale en or au monde, avec des gisements filoniens de 39 grammes à la tonne de tout venant. Cette mine d'Obuasi sera plus tard exploitée par AngloGold Ashanti au XXIe siècle, lorsqu'elle assurera un demi-million d'onces d'or par an.
Ce gisement était considéré comme le plus riche de tout le Ghana à l'époque portugaise, sur les terres  du royaume Denkyera, dont la première version, Bono Manso, négociait son or avec les Mande de la boucle du Niger Bend et les Mossi, puis avec tous les forts européens du XVIIe siècle dans lesquels la traite des esclaves ne remplace l'or qu'à la fin du XVIIe siècle, quand une guerre oppose les Ashanti, qui n'avaient pas accès à l'océan ni à l'or, et le royaume Denkyera en 1701–1702.

### L'attaque de 1625
Le fort São Jorge da Mina ne fut pas le premier détenu par les Hollandais sur cette partie du littoral ghanéen. « En 1617, Biram, Roi du cap Vert, leur céda l'île de Gorée », beaucoup plus au Nord, où ils bâtirent le fort Nassau, sur le sommet d'un roc escarpé, mais, comme il ne leur parait pas satisfaisant ils préfèrent avoir un autre Fort Nassau à Morée, ancien comptoir appelé aussi Mawri, à 3 lieues à l'est du Cape Coast, mieux adapté pour « s'assurer une place pour se rendre maîtres de l'océan et du passage des Indes orientales ». Dans cette vue ils agrandissent considérablement ce fort Nassau, non loin du fort de la Mina, en 1624, dans les deux premières années d'exploitation de la Compagnie néerlandaise des Indes occidentales.
Les Hollandais attaquèrent l'année suivante, en 1625, le fort d'Elmina, dont la situation « paraissait répondre à leur projet ». « Leur Vice-Amiral Jean Dirklamb descendit vers le Pays de Komodo avec 1200 hommes », en partance vers les île d'Indonésie faisant partie des petites îles de la Sonde, mais les défenseurs du fort ont surpris l'armée hollandaise au pic de la colline voisine, « avant qu'elle ne fût rassemblée et tuèrent plus de 400 soldats ou matelots », ce qui força les Hollandais à se retirer.
La flotte hollandaise, composée de 15 navires a tiré plus de 2000 boulets de canons sur le fort et son amiral est mort pendant le combat.

### L'attaque de 1637
La conquête ratée « en 1625, fut pleinement exécutée 12 ans après », à l'appel en 1637 de Nicolas Van Ypren (militaire) commandant du Fort Nassau (Ghana) à Morée, avec l'aide de l'Eguafo voisin. Ce dernier y avait notamment « gagné plusieurs Princes Nègres par ses intrigues » et ses présents, pour « favoriser ses entreprises », en faisant « naître des divisions jusques dans le fort Portugais ».
Le précédent commandant du fort Nassau (Ghana) était Pompeius de la Sale, qui avait envoyé en 1635 un rapport à La Haye, signalant l'affaiblissement de la position portugaise. Le comte Jean-Maurice de Nassau-Siegen, alors occupé de la conquête du Brésil, a voulu saisir l'occasion qui se présentait de soumettre toute la côte d'or à la Compagnie néerlandaise des Indes occidentales. Jean-Maurice de Nassau-Siegen accepte alors d'envoyer à Nicolas Van Ypren (militaire)  le Colonel Hans-Coine, avec neuf vaisseaux de guerre et « une armée de 8oo soldats », d'autres sources parlant de 1200. La prise du fort portugais est facilitée par la participation d'une partie du millier d'habitants africains du bourg l'entourant, qui déploraient la baisse du commerce avec ce fort.
Les Hollandais s'étant assurés de ce soutien des Africains, la victoire était à portée de main facile. Le fort est pris en seulement quatre jours le 29 août 1637 avec l'aide d'indigènes de Efutu et Komenda, selon le récit publié en 1647 par Gaspard van Baerle ,.

### Les conséquences de l'attaque de 1637
Au printemps 1638, une proposition de se lancer dans le trafic d'esclaves est débattue au conseil d'administration de la WIC, en prenant soin de suggérer de la répartir équitablement entre les différentes chambres, et en recourant à des grands navires capables de transporter chacun 350 à 400 esclaves, chacun doublé d'au moins un navire plus petit, capable de remonter les rivières pour trouver des sources d'approvisionnement.
Un autre document suit un peu plus tard, proposant aux directeurs de la WIC d'approuver ce « lancement dans le trafic d'esclaves », mais à Ardra et le long du rio Calabria, deux sites à plusieurs centaines de kilomètres à l'est du fort, dans l'actuel Bénin et l'actuel Nigeria, sur la "Côte des esclaves", vers laquelle ces navires étaient censés naviguer après avoir fait auparavant une étape au  fort d'Elmina.
En octobre 1639, les directeurs de la Chambre de Zélande observent ainsi qu'« on envisage d’ouvrir partiellement la traite des esclaves». Mais ces projets « se révélèrent insatisfaisants », et quelques mois avant le traité de paix du 12 juin 1641 avec le Portugal ne prenne effet, Jean-Maurice de Nassau-Siegen demande à la WIC de lui laisser organiser une mission pour chasser les Portugais de Luanda, géographiquement plus proche du Pernambouc hollandais et où le nouveau gouverneur Pieter Mortamer présente au second semestre 1641 des plans pour la construction de “baraques de transits” et de navires plus adaptés au commerce négrier.
Les débats continuent en 1643 quand deux administrateurs de la Chambre d'Amsterdam, Johannes de Laet et Abraham Willmerdon, présentent une proposition formelle, pour autoriser les marchands privés à faire du commerce avec l'Afrique, en signalant la concurrence des Anglais. Peu après une brochure anonyme adressée à tous les actionnaires de la WIC dénonce le fait que « l’ouverture du commerce au Brésil fut  un désastre pour les finances », et que « maintenant certains au sein de l’entreprise sont désireux de faire la même chose en Afrique » malgré la « la folie de ce plan », voulant concurrencer les Anglais, avec pour effet de « réduire les profits dans le commerce avec l’Afrique », tout en reconnaissant que « le monopole de la compagnie sur la traite des esclaves a fait en sorte que les esclaves sont allés au Brésil, plutôt qu’à l’Amérique espagnole, où le « Roi d’Espagne ne reçoit maintenant plus d’esclaves pour travailler ses mines d’or et d’argent ». Le remède serait pire que le mal, souligne l'auteur anonyme qui pointe aussi les problèmes d'administration au sein de la WIC . À bien des égards, le débat sur le libre-échange avec l’Angola a reflété le précédent débat sur le libre-échange avec Brésil, avec à chaque fois la Chambre d'Amsterdam la plus militante en sa faveur et celle Zélande, la plus opposée.
Au même moment, à Curaçao, le directeur général Johannes van Walbeek, suggère en 1639, ce qui sera réclamé plus fermement par son successeur Pieter Stuyvesant (1642-1644), d'ouvrir l'île au commerce privé.
Au Brésil, les Hollandais ont avancé leurs campagnes contre les guérilleros portugais au nord du fleuve Sao Francisco et en annexant le district de Ceara, leur permettant en 1637 d'affirmer que la moitié des capitaineries du Brésil étaient désormais entre leurs mains.
Le 6 avril 1638, le gouverneur lance une attaque contre Bahia, la capitale portugaise du Brésil, avec 31 navires et près de 5000 hommes, dont au moins 800 alliés autochtones. Après que les troupes eurent débarqué à quelques kilomètres de Bahia et pris quelques forts portugais, la bataille  dura une quarantaine de jours, les Portugais tombant dans des embuscades et ne parvenant pas à s'emparer des batteries de canon, puis perdant près de 250 hommes, ce qui les força au repli.
Peu après a lieu au Sud de l'Angleterre la bataille des Downs, ou bataille des Dunes, du 21 octobre 1639, qui cause des pertes humaines énormes : 15 200 morts et 1 800 prisonniers selon les rapports de l'époque, estimation révisée désormais à 7 000 marins et soldats tués et 2 000 autres capturés pour les Espagnols et entre 500 et 1 000 morts pour les Hollandais.
Les 95 navires hollandais de l'amiral Maerten Tromp et du vice-amiral Witte de With, détruisent 32 grands vaisseaux espagnols, ce qui place soudain l'emprise espagnole en Amérique du Sud en danger, le vice-roi du Pérou écrivant le 1er janvier 1640, que les Hollandais pouvaient se rendre à Callao sans être découverts, tandis que les habitants ont massivement fui Lima dans les montagnes, emportant leurs objets de valeur.
Les Portugais, excédés par les remous de l'Union ibérique dont ils sentent la fin approcher, ont fait peu effort pour collaborer à une nouvelle campagne brésilienne contre les Hollandais. En raison du manque d’hommes et de navires, Don Fadrique de Toledo, nouveau commandant de l’armada, refusa d’être responsable plus longtemps et se brouilla avec le premier ministre Olivares, qui l’a fait mettre en prison, où il est décédé quelques mois plus tard.
Finalement, une  « flotte hispano-portugaise combinée de quarante voiles » fut confiée à Fernando de Mascarenhas, nommé gouverneur du Brésil en janvier 1639 avec l’objectif ambitieux de reconquérir la partie néerlandaise où « la population a paniqué » et « enterré l’argent-métal dont elle disposait ».
Fernando de Mascarenhas a quitté Bahia en novembre 1639 avec 87 voiles, 4000 marins et 5000 soldats, mais la mortalité à bord de la flotte ibérique fut très élevée et, bombardée agressivement au large des côtes du Nord du Brésil, elle échoua à remporter la bataille navale de plusieurs jours qui eut lieu en janvier suivant, face à l’amiral néerlandais Willem Cornelisz Loos, presque tué instantanément. Les vents et l'extrême chaleur obligent à un repli espagnol.
Les lourdes pertes de ces deux semi-victoires font que la WIC est dès lors en perte de vitesse militaire dans l’Atlantique à partir de 1640. La dernière expédition d’une certaine taille fut celle de Cornelis Jol, visant à intercepter une flotte d'argent espagnole au large de La Havane avec 26 navires, mais victime d'un ouragan le 11 septembre 1640, de telle sorte que c'est finalement 200 Hollandais qui seront  faits prisonniers.
Les deux grandes défaites ou semi-défaites hollandaises ont créé un climat dans lequel les Portugais ont décidé de se débarrasser du « joug espagnol », malgré les efforts remarquables de celui-ci pour défendre le Brésil, le premier ministre Olivares faisant même de sa restitution une condition absolue de la paix avec les Néerlandais, mais sans pouvoir empêcher un soulèvement le 1er décembre 1640 à Lisbonne, contemporain d’une autre révolte en Catalogne.
Aux Provinces-unies et dans les colonies néerlandaises, on pensait que la fin de l'Union ibérique affaiblissait les Espagnols, mais l'absence d’un front commun n’a pas empêché le Conseil des XIX de la WIC, parmi lesquels 8 d'Amsterdam, 4 de Zélande (Middelburg), 2 de Rotterdam, 2 de Hoorn, 2 de Stad et 1 de Groningue d’écrire une lettre au gouverneur du Brésil Maurits en avril 1641, qui suggérait d’ajouter rapidement quelques conquêtes, celle de Bahia étant jugée prioritaire.
Mais le gouverneur avait déjà décidé, de son propre chef, la prise de la capitainerie de Sergipe del Rey, à sa frontière sud, tandis que le Conseil du Brésil a décidé au même moment, de son propre chef aussi et « après un long débat », de s’emparer de Luanda, avec pour objectif de frapper l’empire espagnol et ses mines d’argent, pour achever définitivement la machine de guerre espagnole, reprenant le thème souvent entendu depuis la fondation de la WIC.
Le nouveau roi de Kongo, Garcia II, a été considéré comme un allié potentiel fort selon un rapport regorgeant d’informations sur la situation politique, économique et militaire de Luanda, rédigé par un fonctionnaire de la WIC, grâce à sa connaissance approfondie de l’Afrique du Sud-Ouest.
Les Hollandais ont aussi au même moment arraché aux Portugais:
- la capitainerie de Maranhao au nord du Brésil (25 novembre 1641);
- Benguela, un port angolais à 600 kilomètres au sud de Luanda (21 décembre 1641);
- le fort Axim en Afrique de l’Ouest (9 janvier 1642);

Outre sa suggestion d’annexer Maranhao, la Chambre de Zélande de la WIC a proposé une attaque contre Bahia considérée comme affaiblie par le départ des Espagnols et des Napolitains. Finalement, il est décidé un autre front: le Chili espagnol. Une force navale expéditionnaire partit des Pays-Bas, puis quitta Recife en janvier 1643, Hendrick Brouwer (1581-1643), ancien gouverneur général des Indes orientales néerlandaises, décédant lors du voyage. Ayant contourné le cap Horn, et atteint l’île de Chiloé, elle établit des contacts avec les Mapuches indigènes pour combattre l’ennemi espagnol commun puis met en place une base à Valdivia, mais l’expédition échoua lamentablement car les Hollandais ont rapidement manqué de provisions.

### La prise du Fort Saint-Antoine d'Axim (1641)
Après avoir conquis El Mina en 1637, les Hollandais ont attendu la reddition des derniers Portugais du Fort Saint-Antoine d'Axim: en juin 1641 un  délégué fut reçu au château d'Elmina par le Général Ruychaver pour lui confier que «les habitants ne reçoivent plus rien de la part des Portugais». Le fort Saint-Antoine d'Axim est situé directement sur l'embouchure du fleuve Ankobra, qui mène, en direction du nord, à la région aurifère de la mine d'Obuasi.
Sa garnison s'était réfugiée chez les Encasser, un peuple de l'intérieur, pour mener six mois une guérilla contre les Hollandais. Les derniers Portugais furent embarqués en août 1641 sur un vaisseau anglais. Les «Encasser», selon les anciennes cartes, appartenaient largement aux régions aurifères du Sud-Ouest ghanéen. Les premières années, la présence des Hollandais à Axim est assez modeste.

## La période hollandaise (1637-1872) et la traite des noirs
Pour protéger cette forteresse nouvellement conquise, les Hollandais font construire un deuxième fort, le fort Saint-Jacques ou Saint-Jago entre 1666 et 1671, sur une colline qui surplombe le fort São Jorge da Mina, au nord de la péninsule. Le village d'Elmina, qui côtoie le fort, gagne en autonomie.
De la fin du XVIIe siècle au début du XIXe siècle, la traite des esclaves fait la fortune de cette cité. C'est seulement dans le dernier quart du XVIIe siècle, lors d'un essor plus général de la traite des esclaves, que la Côte de l'or « n'en sera plus exclue », causant une période d’immenses changements politiques dans la région, via des mécanismes qui sont sujet de controverse parmi les historiens, certains soulignant qu' "il n’y avait pas de classe servile simplement en attente d’être expédié".
À la fin du XVIIe siècle, à 400 km plus à l'Est, sur la côte des esclaves, Ouidah pû  « produire » plus de 1 000 esclaves par mois, sur fond d'« augmentation soudaine de l’approvisionnement en armes à feu » sur la Côte de l'Or, « justifiée aux yeux des Européens par le déclin prononcé de l’approvisionnement en or » et de la « concentration croissante du pouvoir dans quelques États, en particulier ceux qui ont un gros enjeu dans la traite des esclaves : Fanti, Akwamu et Ouidah », tandis que les « Fanti et Akwamu avaient augmenté le commerce de l’or plutôt que sa production, en manifestant l’agressivité des intermédiaires désireux de contrôler le marché ».

## La cession au Royaume-Uni (1872) et ses suites
En 1872, les Néerlandais cèdent aux Britanniques leurs possessions sur la Côte-de-l'Or.
La communauté locale d'Elmina refuse de reconnaître dans un premier temps ces nouveaux colonisateurs. La cité est bombardée par les Britanniques et détruite.
Elle resurgit, sur un site toujours au bord de la mer et du Golfe de Guinée, mais un peu plus au nord-est, durant les décennies suivantes.

## Galerie

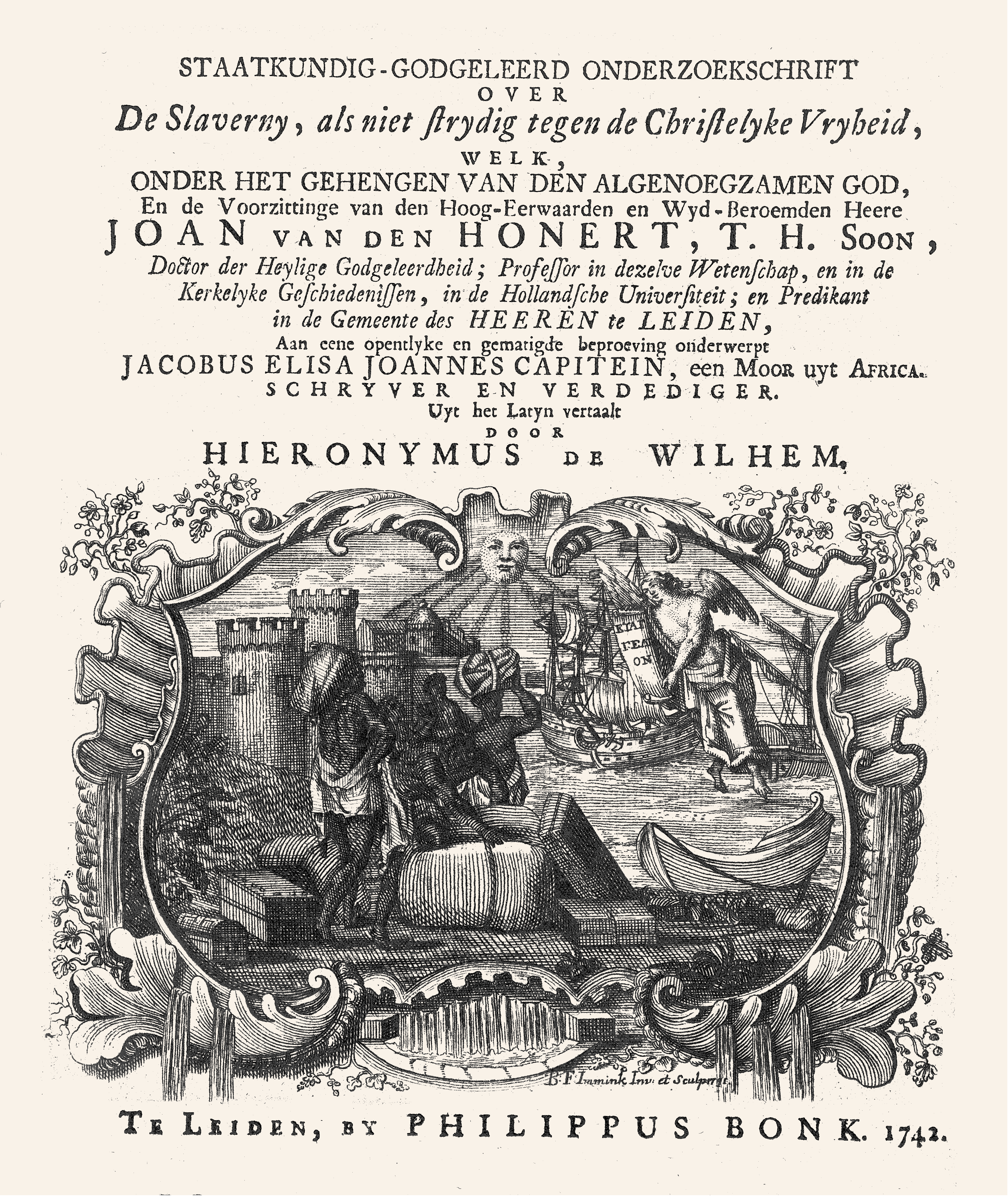
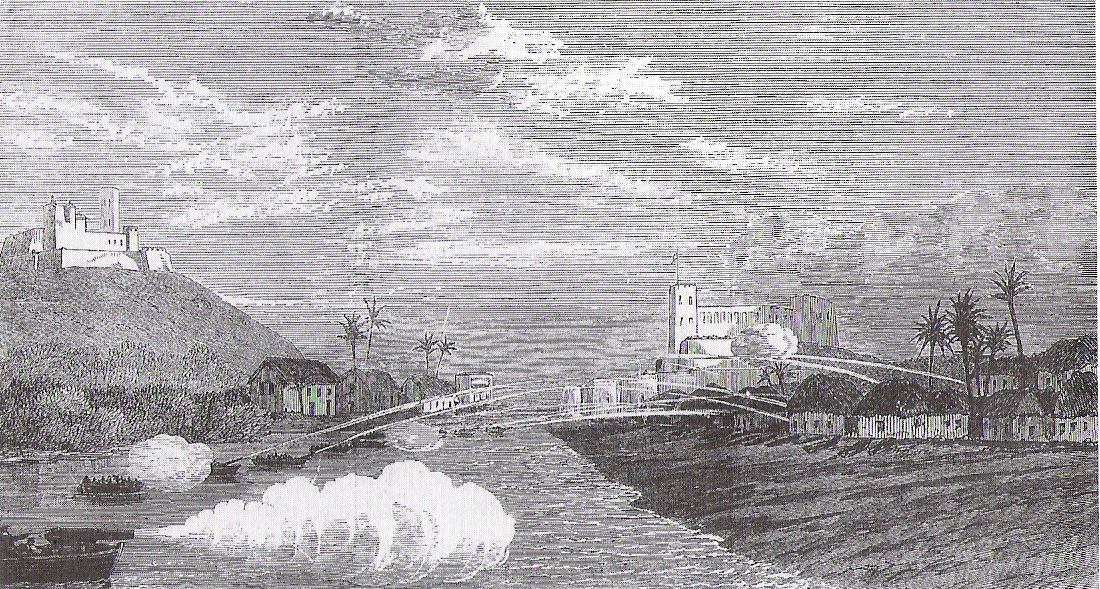
Attaque britannique en 1873.
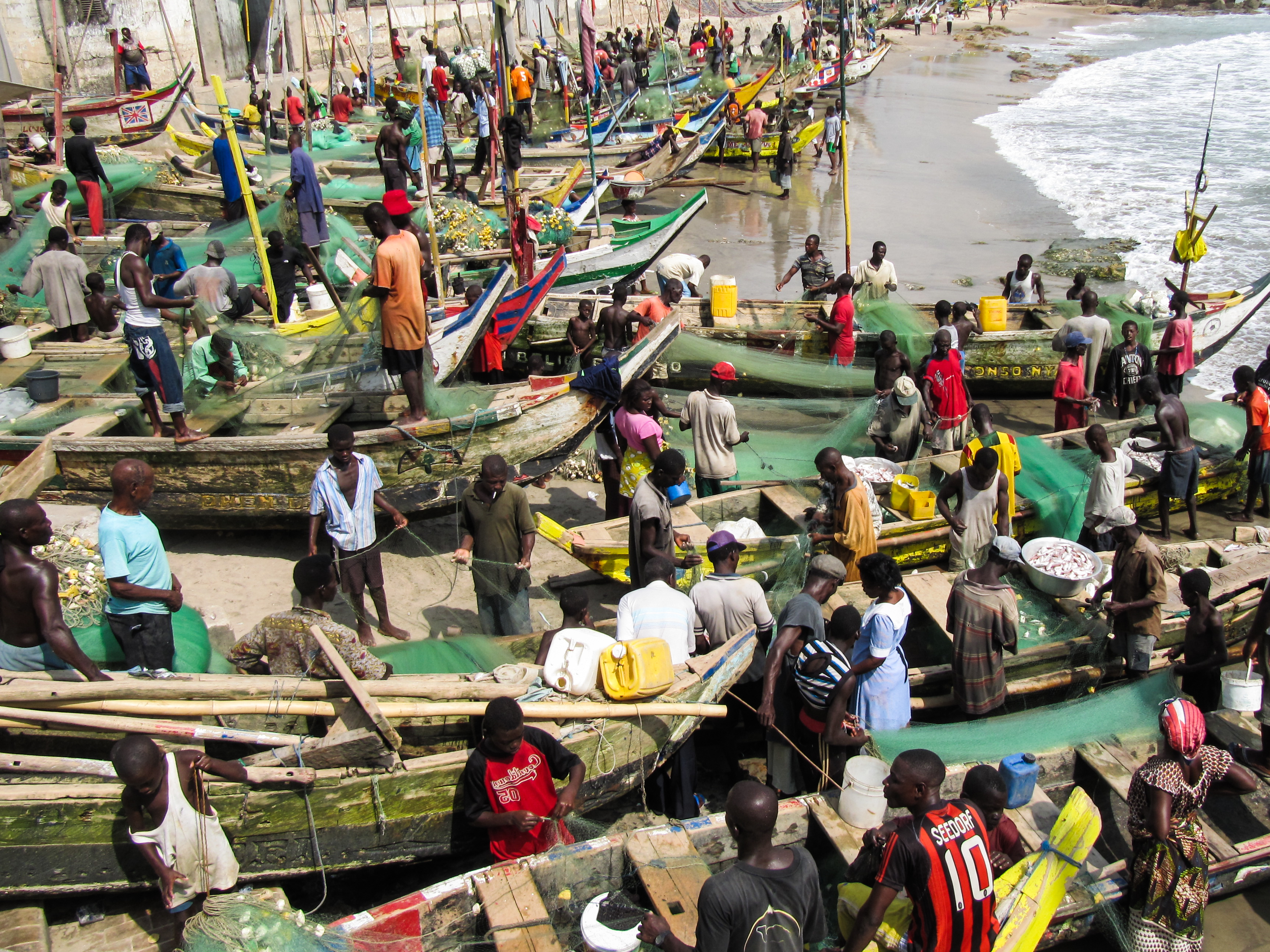
Le port d'Elmina.
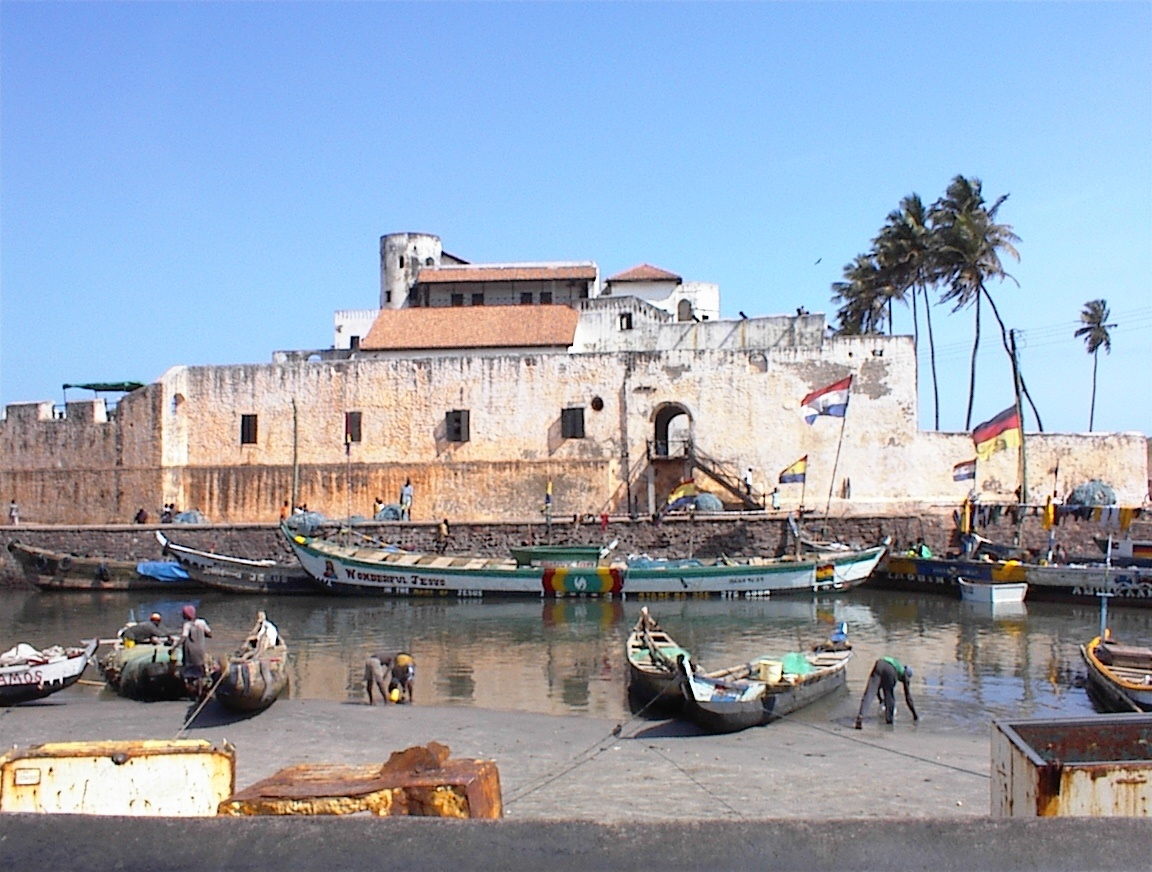
Le fort d'Elmina.